# Championnat du monde de vitesse moto 1977
Navigation
Édition précédente Édition suivante
Le Championnat du monde de vitesse moto 1977 est la 29e saison de vitesse moto organisée par la FIM.

Ce championnat comporte treize courses de Grand Prix, pour cinq catégories : 500 cm3, 350 cm3, 250 cm3, 125 cm3 et 50 cm3.

## Attribution des points
Les points du championnat sont attribués aux dix premiers de chaque course :
| Classement | 1  | 2  | 3  | 4 | 5 | 6 | 7 | 8 | 9 | 10 |
| ---------- | -- | -- | -- | - | - | - | - | - | - | -- |
| Points     | 15 | 12 | 10 | 8 | 6 | 5 | 4 | 3 | 2 | 1  |

## Grands Prix
| N° | Course                            | Lieu         | Vainqueur 50 cm³   | Vainqueur 125 cm³  | Vainqueur 250 cm³ | Vainqueur 350 cm³ | Vainqueur 500 cm³ | Résultat |
| -- | --------------------------------- | ------------ | ------------------ | ------------------ | ----------------- | ----------------- | ----------------- | -------- |
| 1  | Grand Prix du Venezuela           | San Carlos   |                    | Angel Nieto        | Walter Villa      | Johnny Cecotto    | Barry Sheene      | Résultat |
| 2  | Grand Prix d'Autriche             | Salzburgring |                    | Eugenio Lazzarini  |                   |                   | Jack Findlay      | Résultat |
| 3  | Grand Prix d'Allemagne de l'Ouest | Hockenheim   | Herbert Rittberger | Pier Paolo Bianchi | Christian Sarron  | Takazumi Katayama | Barry Sheene      | Résultat |
| 4  | Grand Prix des Nations            | Imola        | Eugenio Lazzarini  | Pier Paolo Bianchi | Franco Uncini     | Alan North        | Barry Sheene      | Résultat |
| 5  | Grand Prix d'Espagne              | Jarama       | Angel Nieto        | Pier Paolo Bianchi | Takazumi Katayama | Michel Rougerie   |                   | Résultat |
| 6  | Grand Prix de France              | Paul Ricard  |                    | Pier Paolo Bianchi | Jon Ekerold       | Takazumi Katayama | Barry Sheene      | Résultat |
| 7  | Grand Prix de Yougoslavie         | Opatija      | Angel Nieto        | Pier Paolo Bianchi | Mario Lega        | Takazumi Katayama |                   | Résultat |
| 8  | Grand Prix des Pays-Bas           | Assen        | Angel Nieto        | Angel Nieto        | Mick Grant        | Kork Ballington   | Wil Hartog        | Résultat |
| 9  | Grand Prix de Belgique            | Spa          | Eugenio Lazzarini  | Pier Paolo Bianchi | Walter Villa      |                   | Barry Sheene      | Résultat |
| 10 | Grand Prix de Suède               | Anderstorp   | Ricardo Tormo      | Angel Nieto        | Mick Grant        | Takazumi Katayama | Barry Sheene      | Résultat |
| 11 | Grand Prix de Finlande            | Imatra       |                    | Pier Paolo Bianchi | Walter Villa      | Takazumi Katayama | Johnny Cecotto    | Résultat |
| 12 | Grand Prix de Tchécoslovaquie     | Brno         |                    |                    | Franco Uncini     | Johnny Cecotto    | Johnny Cecotto    | Résultat |
| 13 | Grand Prix de Grande-Bretagne     | Silverstone  |                    | Pierluigi Conforti | Kork Ballington   | Kork Ballington   | Pat Hennen        | Résultat |

## Résultats de la saison

### Championnat 1977 catégorie 500 cm³
| Clas. | Pilote           | Pays        | Constructeur | Points | Victoires |
| ----- | ---------------- | ----------- | ------------ | ------ | --------- |
| 1     | Barry Sheene     | Royaume-Uni | Suzuki       | 107    | 6         |
| 2     | Steve Baker      | États-Unis  | Yamaha       | 80     | 0         |
| 3     | Pat Hennen       | États-Unis  | Suzuki       | 67     | 1         |
| 4     | Johnny Cecotto   | Venezuela   | Yamaha       | 50     | 2         |
| 5     | Steve Parrish    | Royaume-Uni | Suzuki       | 39     | 0         |
| 6     | Giacomo Agostini | Italie      | Yamaha       | 37     | 0         |
| 7     | Franco Bonera    | Italie      | Suzuki       | 37     | 0         |
| 8     | Philippe Coulon  | Suisse      | Suzuki       | 36     | 0         |
| 9     | Teuvo Lansivuori | Finlande    | Suzuki       | 35     | 0         |
| 10    | Wil Hartog       | Pays-Bas    | Suzuki       | 30     | 1         |

### Championnat 1977 catégorie 350 cm³
| Clas. | Pilote             | Pays           | Constructeur | Points | Victoires |
| ----- | ------------------ | -------------- | ------------ | ------ | --------- |
| 1     | Takazumi Katayama  | Japon          | Yamaha       | 95     | 5         |
| 2     | Tom Herron         | Royaume-Uni    | Yamaha       | 56     | 0         |
| 3     | Jon Ekerold        | Afrique du Sud | Yamaha       | 54     | 0         |
| 4     | Michel Rougerie    | France         | Yamaha       | 50     | 1         |
| 5     | Kork Ballington    | Afrique du Sud | Yamaha       | 46     | 2         |
| 6     | Olivier Chevallier | France         | Yamaha       | 39     | 0         |
| 7     | Christian Sarron   | France         | Yamaha       | 38     | 0         |
| 8     | Patrick Fernandez  | France         | Yamaha       | 34     | 0         |
| 9     | Johnny Cecotto     | Venezuela      | Yamaha       | 30     | 2         |
| 10    | Alan North         | Afrique du Sud | Yamaha       | 30     | 1         |

### Championnat 1977 catégorie 250 cm³
| Clas. | Pilote            | Pays           | Constructeur    | Points | Victoires |
| ----- | ----------------- | -------------- | --------------- | ------ | --------- |
| 1     | Mario Lega        | Italie         | Morbidelli      | 85     | 1         |
| 2     | Franco Uncini     | Italie         | Harley-Davidson | 72     | 2         |
| 3     | Walter Villa      | Italie         | Harley-Davidson | 67     | 3         |
| 4     | Takazumi Katayama | Japon          | Yamaha          | 58     | 1         |
| 5     | Tom Herron        | Royaume-Uni    | Yamaha          | 54     | 0         |
| 6     | Kork Ballington   | Afrique du Sud | Yamaha          | 49     | 1         |
| 7     | Alan North        | Afrique du Sud | Yamaha          | 43     | 0         |
| 8     | Mick Grant        | Royaume-Uni    | Kawasaki        | 42     | 2         |
| 9     | Jon Ekerold       | Afrique du Sud | Yamaha          | 42     | 1         |
| 10    | Patrick Fernandez | France         | Yamaha          | 28     | 0         |

### Championnat 1977 catégorie 125 cm³
| Clas. | Pilote                 | Pays                 | Constructeur | Points | Victoires |
| ----- | ---------------------- | -------------------- | ------------ | ------ | --------- |
| 1     | Pier Paolo Bianchi     | Italie               | Morbidelli   | 131    | 7         |
| 2     | Eugenio Lazzarini      | Italie               | Morbidelli   | 105    | 1         |
| 3     | Angel Nieto            | Espagne              | Bultaco      | 80     | 3         |
| 4     | Jean-Louis Guignabodet | France               | Morbidelli   | 62     | 0         |
| 5     | Anton Mang             | Allemagne de l'Ouest | Morbidelli   | 55     | 0         |
| 6     | Gert Bender            | Allemagne de l'Ouest | Bender       | 38     | 0         |
| 7     | Harald Bartol          | Autriche             | Morbidelli   | 32     | 0         |
| 8     | Hans Müller            | Suisse               | Morbidelli   | 32     | 0         |
| 9     | Stefan Dörflinger      | Suisse               | Morbidelli   | 32     | 0         |
| 10    | Pierluigi Conforti     | Italie               | Morbidelli   | 30     | 1         |

### Championnat 1977 catégorie 50 cm³
| Clas. | Pilote                 | Pays                 | Constructeur | Points | Victoires |
| ----- | ---------------------- | -------------------- | ------------ | ------ | --------- |
| 1     | Angel Nieto            | Espagne              | Bultaco      | 87     | 3         |
| 2     | Eugenio Lazzarini      | Italie               | Kreidler     | 72     | 2         |
| 3     | Ricardo Tormo          | Espagne              | Bultaco      | 69     | 1         |
| 4     | Herbert Rittberger     | Allemagne de l'Ouest | Kreidler     | 53     | 1         |
| 5     | Patrick Plisson        | France               | ABF          | 26     | 0         |
| 6     | Stefan Dörflinger      | Suisse               | Kreidler     | 26     | 0         |
| 7     | Jean-Louis Guignabodet | France               | Morbidelli   | 14     | 0         |
| 8     | Hans Hummel            | Autriche             | Kreidler     | 11     | 0         |
| 9     | Julien van Zeebroeck   | Belgique             | Kreidler     | 10     | 0         |
| 10    | Ramon Gali             | Espagne              | Derbi        | 10     | 0         |